# Strasbourg–Bázel-vasútvonal
A Strasbourg–Bázel-vasútvonal egy 1435 mm-es nyomtávolságú, 142 km hosszú, 25 kV 50 Hzcel villamosított vasútvonal a francia Strasbourg és a svájci Bázel között. A vonalon egyaránt közlekednek személyszállító- (távolsági-, regionális- és S-Bahn-járatok) és tehervonatok is. A vonatok legnagyobb engedélyezett sebessége 220 km/h.